# ISO 7001

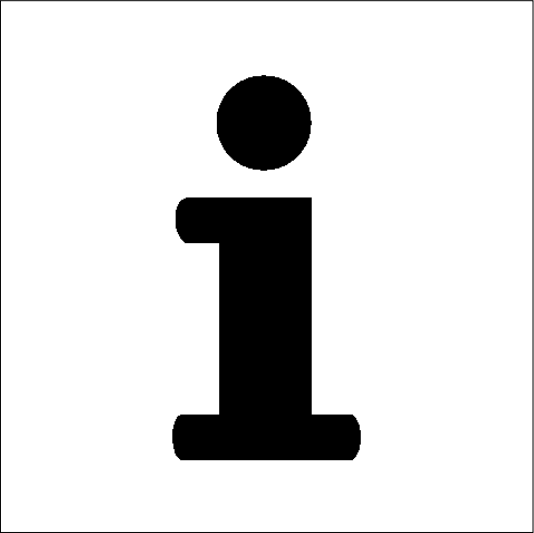
El símbolo de ISO 7001 PI PF 001 - Información.

ISO 7001 (símbolos de información pública) es un estándar publicado por la Organización Internacional de Normalización que define un conjunto de pictogramas y símbolos para la información pública. La última versión, ISO 7001: 2007, se publicó en noviembre de 2007.
El conjunto de símbolos es el resultado de extensas pruebas en varios países y culturas diferentes, cuyos criterios de comprensibilidad se han establecidos por la norma ISO. Los ejemplos más comunes de símbolos de información pública incluyen aquellas que representan aseos, aparcamiento, información y aquellos relacionados con personas discapacitadas (Símbolo Internacional de Accesibilidad). 